# Jerzy Gablenz
Pour les articles homonymes, voir Gablenz.
Jerzy Gablenz, né le 23 janvier 1888 à Cracovie − mort accidentellement le 11 novembre 1937 à Piaseczno, est un chef d'orchestre et compositeur polonais,,,.

## Biographie
Jerzy Gablenz grandit dans une famille musicale : son grand-père maternel était violoniste, son oncle était altiste et son père un pianiste amateur. Il apprend le piano et la flûte et joue de l’orgue et du violoncelle. Il étudie ensuite le droit à l’université Jagellonne de Cracovie.
Après avoir terminé ses études secondaires, il souhaite poursuivre ses études musicales à Berlin, Vienne ou Paris mais sa mère n’accepte pas que son fils quitte la maison à un si jeune âge. Jerzy Gablenz est admis à la faculté de droit de l’université Jagellonne de Cracovie. Parallèlement, il étudie la musique sous la direction de Walenty Dec (pl) (orgue),Władysław Żeleński (théorie) et Feliks Nowowiejski (composition).
Vers 1907, Jerzy Gablenz rencontre Margaret Schoen, future professeur de piano, qui deviendra son épouse. Ses premières compositions datent de cette époque : de courtes pièces pour piano solo, des chansons pour voix et piano, une suite en trois mouvements pour orchestre à cordes. À la même époque, son père acquiert une usine. Il souhaite ainsi s’assurer une source de revenus et familiariser son seul fils à la gestion d’une entreprise. Ses responsabilités lui laissent le temps de jouer de la flûte dans un orchestre symphonique, jouant régulièrement de l’orgue dans la cathédrale et avec sa fiancée au piano à quatre mains.
Après la mort de son père, Jerzy Gablenz développe l’entreprise en 1930 en y introduisant la production de concombres en conserve.
Quand la Première Guerre mondiale éclate, ses parents et ses sœurs partent pour Vienne, le laissant gérer l’usine.
Il meurt dans un accident d’avion le 11 novembre 1937.

## Discographie
- 2018 : Piano and Chamber Works – Acte Préalable AP0412
- 2018 : Songs vol. 1 – Acte Préalable AP0419
- 2018 : Songs vol. 2 – Acte Préalable AP0427
- 2019 : Songs vol. 3 – Acte Préalable AP0454
- 2021 : Songs vol. 4 – Acte Préalable AP0479